# Plante ornementale
 (juillet 2012).
Si vous disposez d'ouvrages ou d'articles de référence ou si vous connaissez des sites web de qualité traitant du thème abordé ici, merci de compléter l'article en donnant les références utiles à sa vérifiabilité et en les liant à la section « Notes et références ».

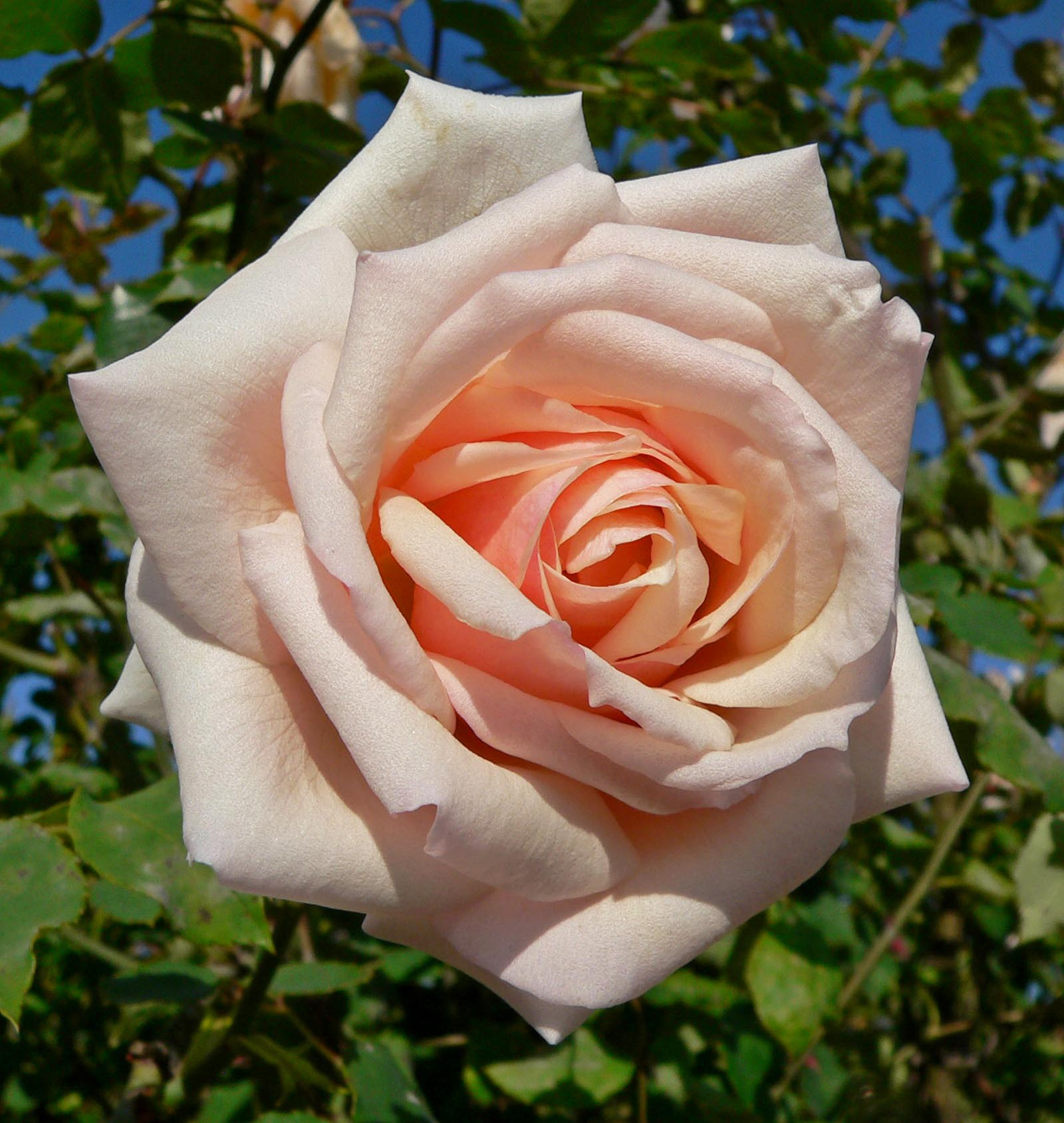
Rose 'Catherine Mermet' (Guillot 1869).

Les plantes ornementales, plantes décoratives ou plantes d'agrément, sont des espèces et variétés de plantes cultivées intentionnellement pour leurs qualités d'agrément et leur attrait esthétique, plutôt que pour leur valeur nutritive, médicinale ou industrielle. Elles peuvent servir pour l'ornementation des parcs et jardins publics ou privés, voire le bord des rues et des routes, aussi bien que pour la décoration des intérieurs et des balcons, et pour la confection de bouquets et de couronnes. Elles peuvent aussi servir à d'autres usages, par exemple pour le parfum, l'attraction de la faune sauvage ou la purification de l'air.
Le nombre de plantes ornementales, très important, est difficile à évaluer. Environ 1600 espèces et cultivars de plantes ornementales commerciales ont été recensés sur les marchés mondiaux, mais les dictionnaires de plantes horticoles donnent une estimation très supérieure à ce chiffre. Ainsi, la Royal Horticultural Society A-Z encyclopedia of garden plants de Christopher Brickell (es) (2008) recense 15 500 taxons, tandis que le Hortus Third: A Concise Dictionary of Plants Cultivated in the United States and Canada de Liberty Hyde Bailey et Ethel Zoe Bailey (Macmillan, 1976)  décrit près de 24 000 taxons (familles, genres et espèces) de plantes horticoles, soit environ 0,8 % des plantes supérieures du monde. 
Au sens large, les plantes ornementales englobent de nombreuses catégories : fleurs coupées, graminées ornementales, plantes à gazon, plantes en pot et plantes d'intérieur, plantes à massif, arbres et arbustes d'ornement, arbres d'alignement, etc.

## Histoire
La culture des plantes ornementales est très ancienne, remontant aux temps les plus reculés, l'homme ayant probablement cherché à embellir et à rendre plus accueillant son cadre de vie, avant même les temps historiques. C'est ainsi qu'il a causé – volontairement ou non – la dissémination de nombreuses espèces, conduisant à l'hémérochorie.

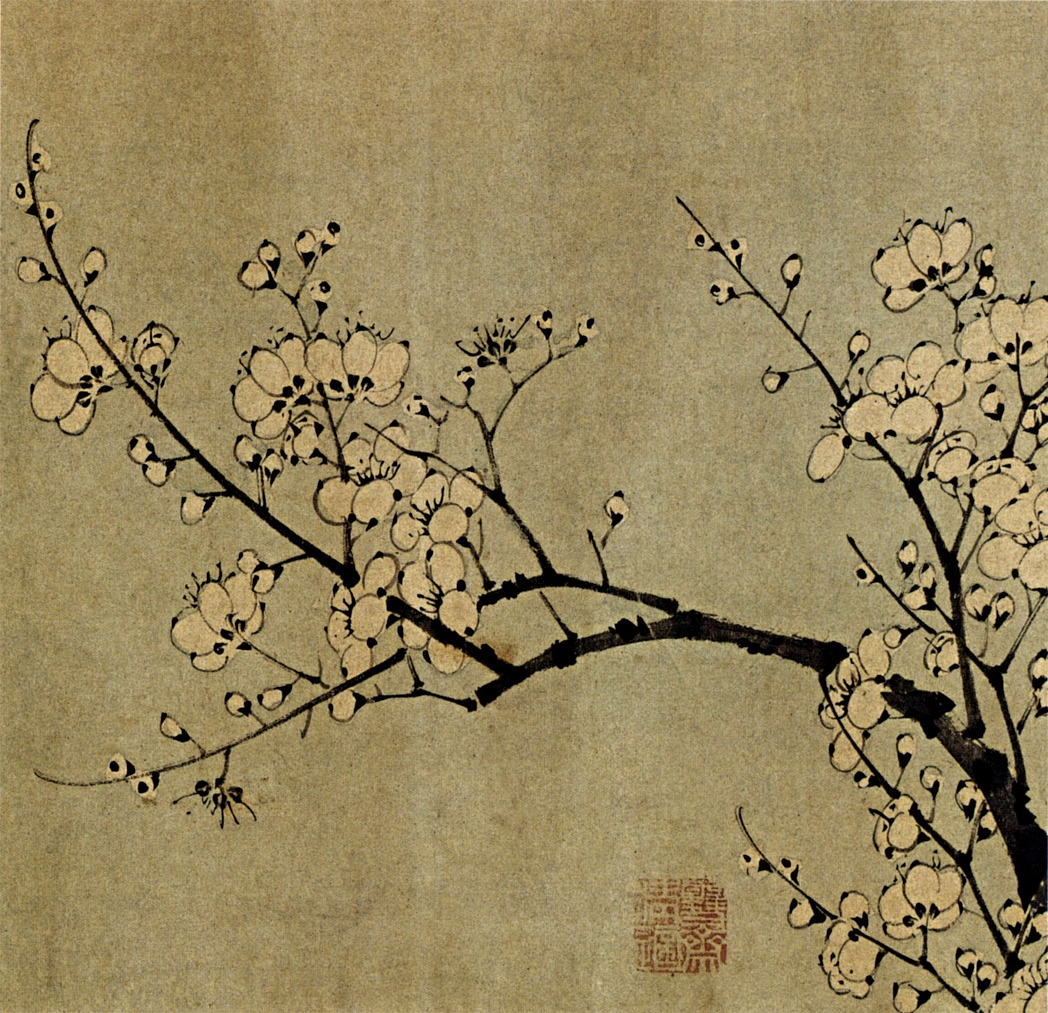
Pruniers en fleurs, Sun Long et Chen Lu (période Ming 1368–1644).

En Chine, la culture des fleurs s'est développée depuis l'Antiquité. De nombreuses plantes ornementales sont apparues dans les œuvres littéraires et artistiques historiques chinoises. Par exemple la culture des rosiers remonte à plus de mille ans, et celle des chrysanthèmes à au moins 1600 ans selon le poète Tao Yuanming (365-427). Le chrysanthème serait même attesté dans des écrits chinois dès le Ve siècle av. J.-C.. Plus de 6 000 espèces de plantes vasculaires originaires de Chine sont estimées pour leur valeur ornementale. Cette  riche biodiversité de la flore ornementale chinoise a contribué à enrichir les jardins occidentaux et du reste du monde. Certains groupes de plantes ornementales, notamment dans les genres Rhododendron, Rosa, Camellia, Viburnum, Lilium, Delphinium, Primula et Cymbidium, sont principalement originaires de Chine et développés dans ce pays. Des espèces de plantes ornementales célèbres telles que Chrysanthemum ×morifolium, Prunus mume et Paeonia suffruticosa présentent une riche diversité génétique à la fois au niveau du cultivar et au niveau moléculaire.

## Caractéristiques
Les plantes ornementales d'extérieur ou d'intérieur sont le plus souvent cultivées pour leurs fleurs et aussi pour leur feuillage, mais d'autres qualités d'ornement peuvent être recherchées, dont :
- le port de la plante (dressé, fastigié, étalé, pleureur, rampant, grimpant, buissonnant, etc.), qui peut être modifié par la taille, notamment dans le cas de l'art topiaire, ou par les conditions de cultures (bonsaï) ;
- la couleur (du feuillage, des fleurs, des tiges, etc.) ;
- l'aspect du feuillage, par exemple panaché, lacinié, etc. ;
- l'aspect de l'écorce ;
- l'aspect des fruits, des tiges ;
- le parfum qu'elles dégagent ;
- un caractère insolite, comme les épines proéminentes et spectaculaires de Rosa sericea f. pteracantha ;
- la rareté d'un cultivar.

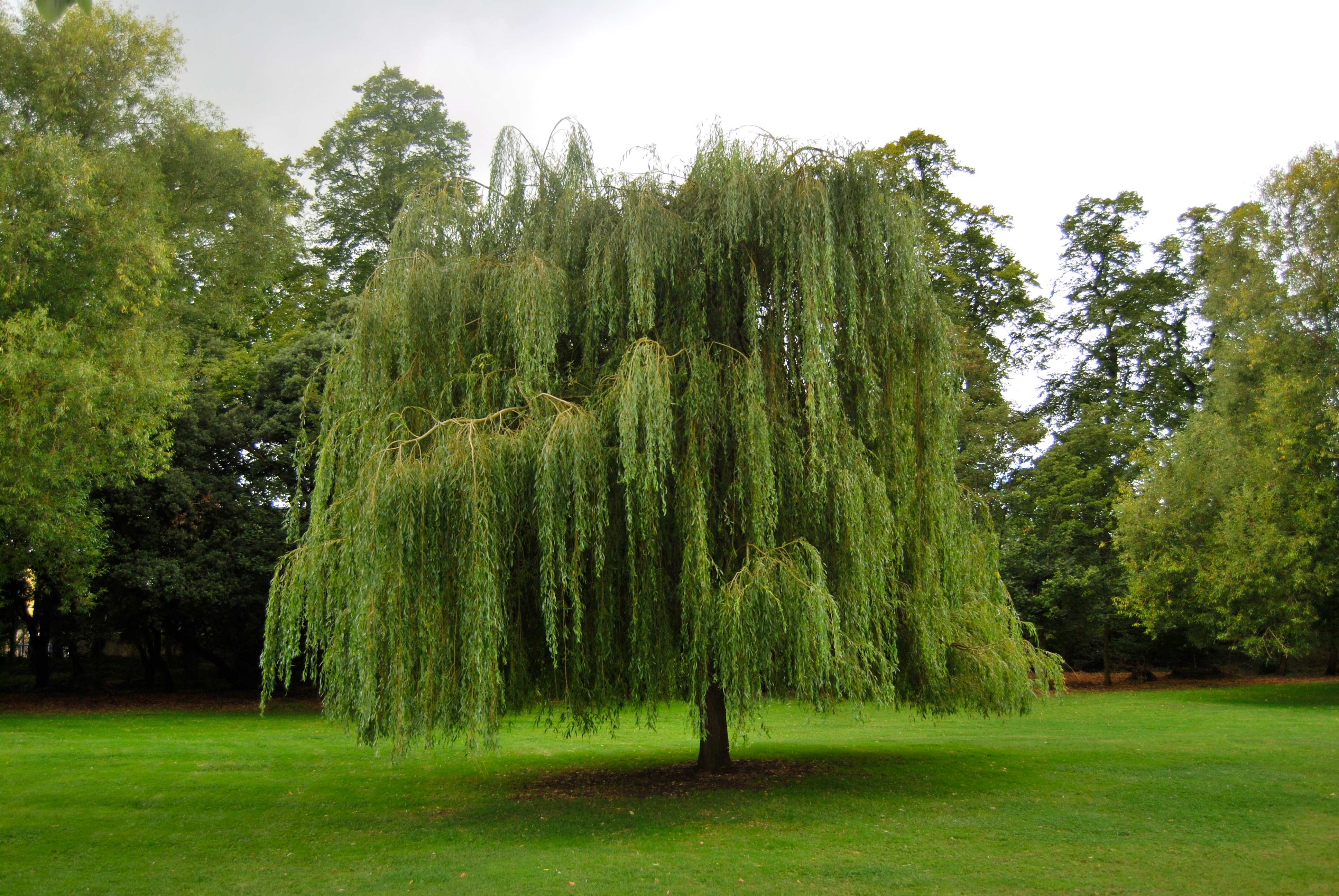
Saule pleureur.
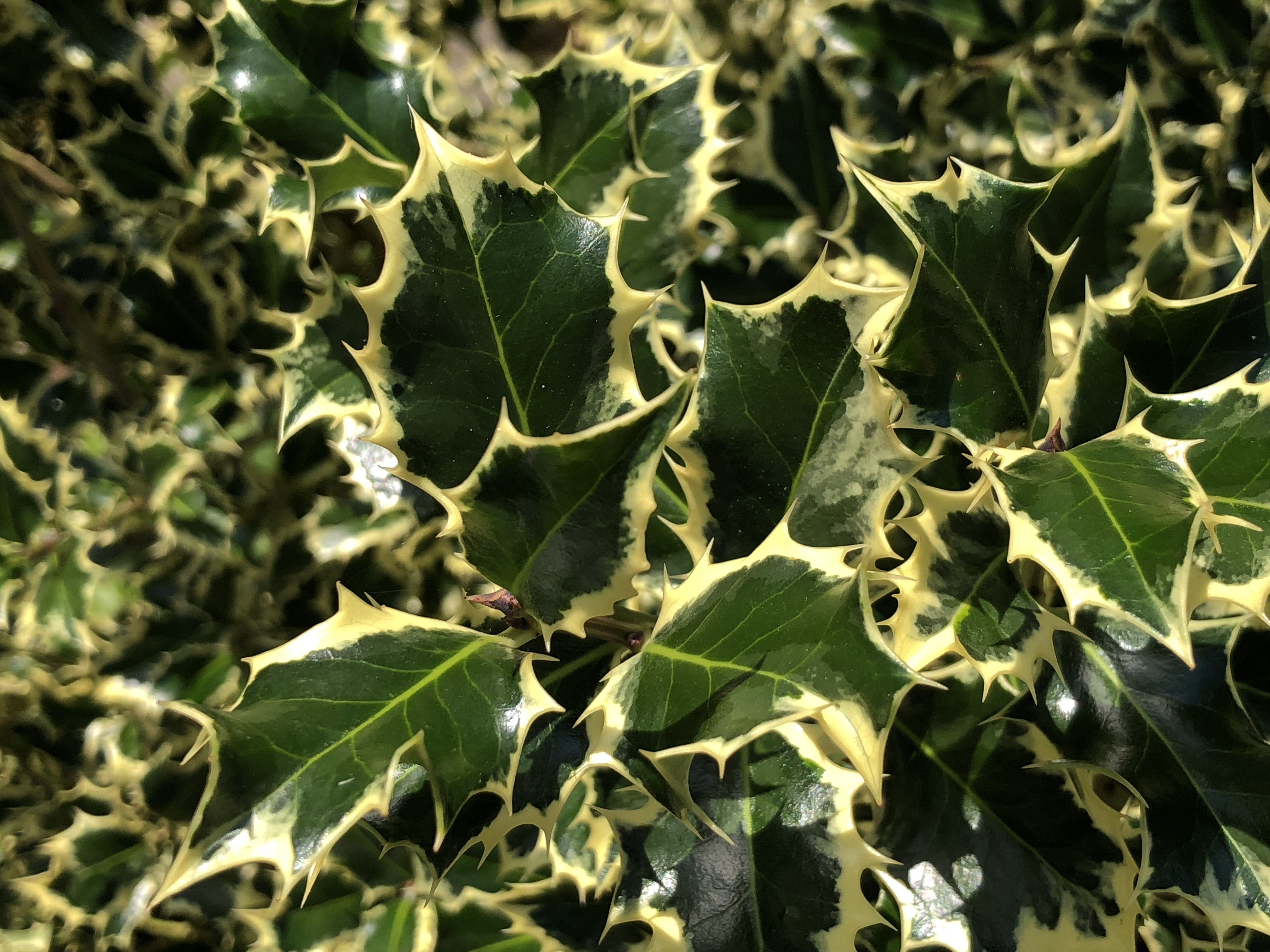
Houx à feuilles panachées.
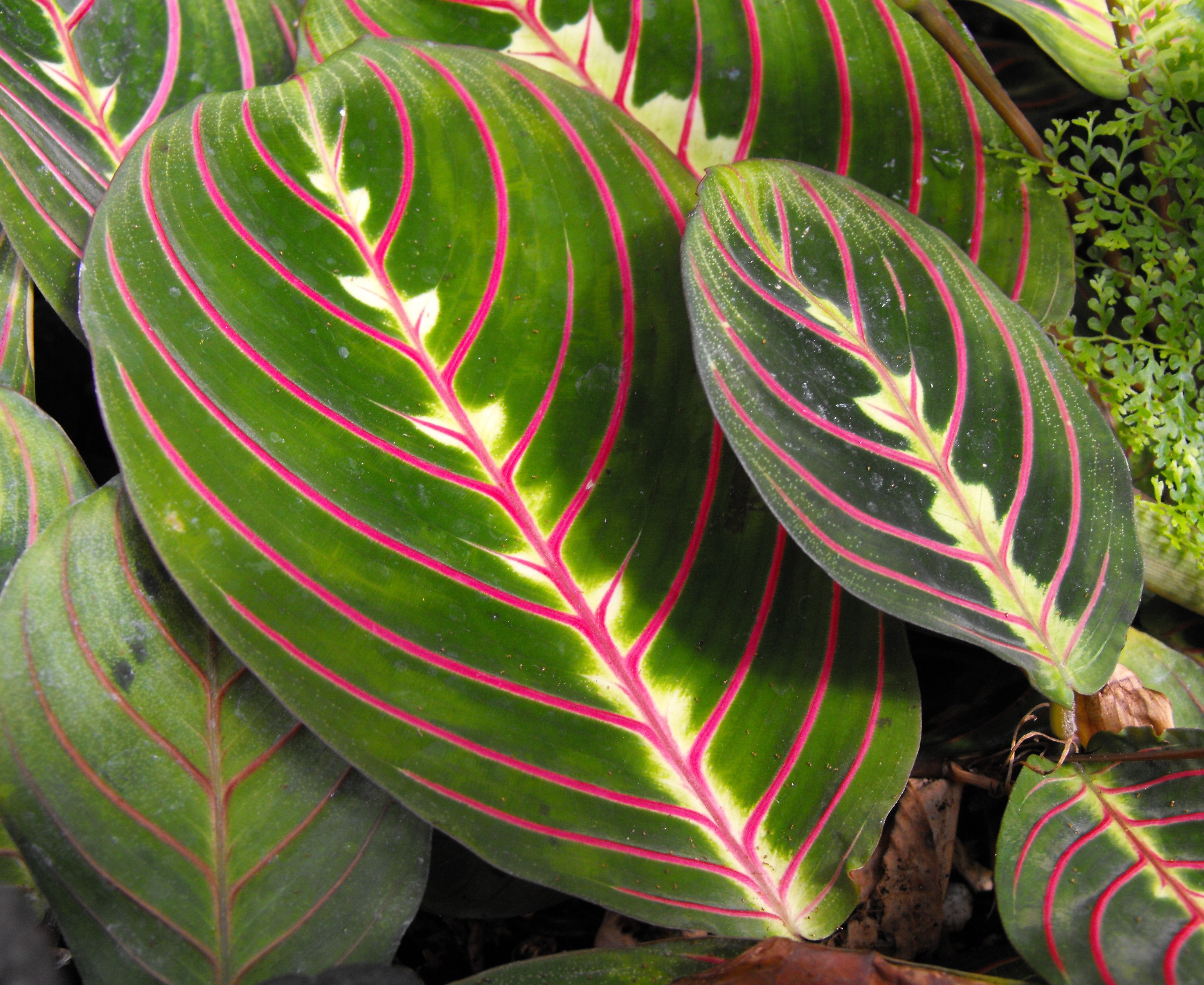
Feuilles colorées de Maranta leuconeura.
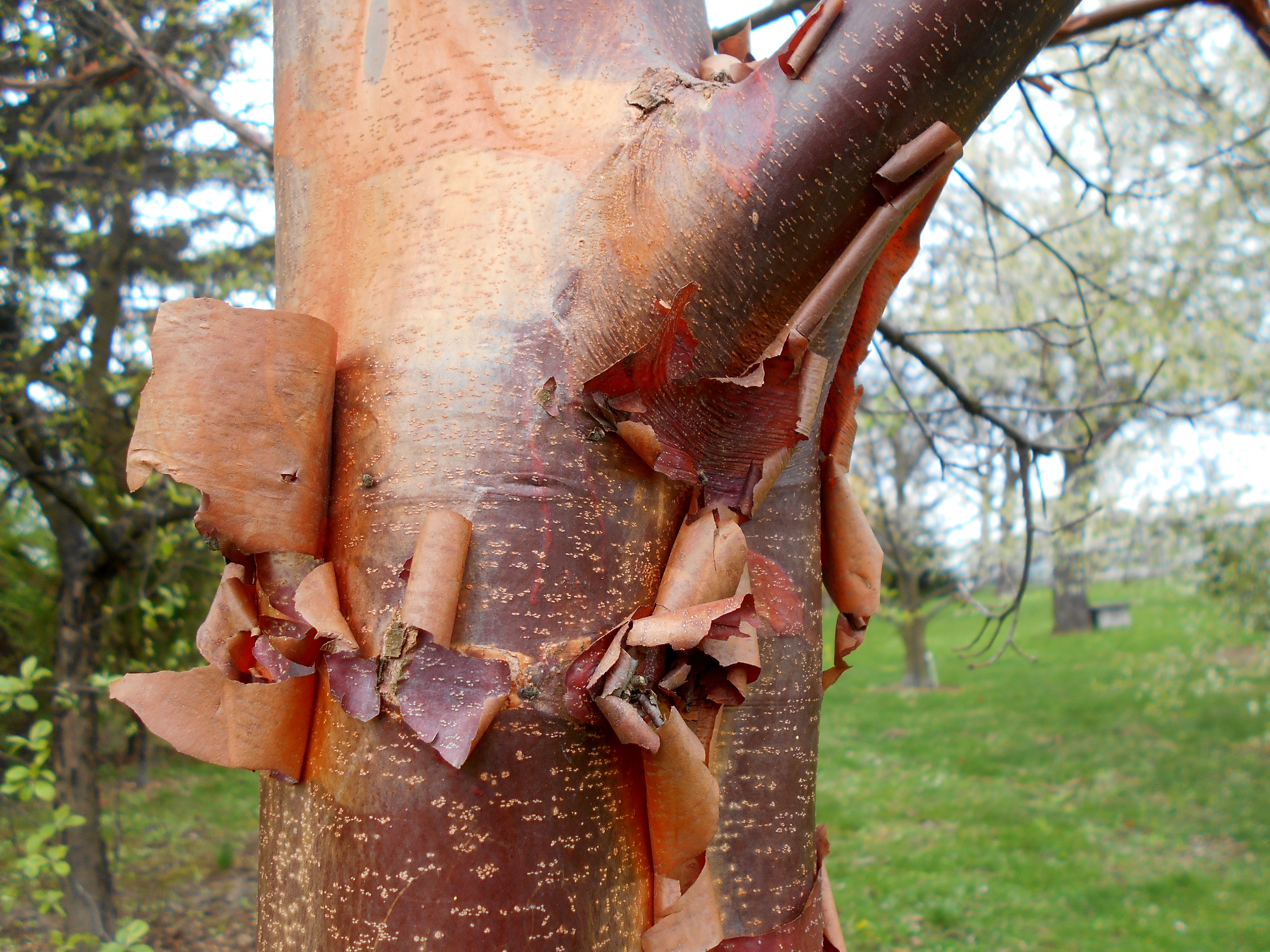
Écorce décorative d'Acer griseum.
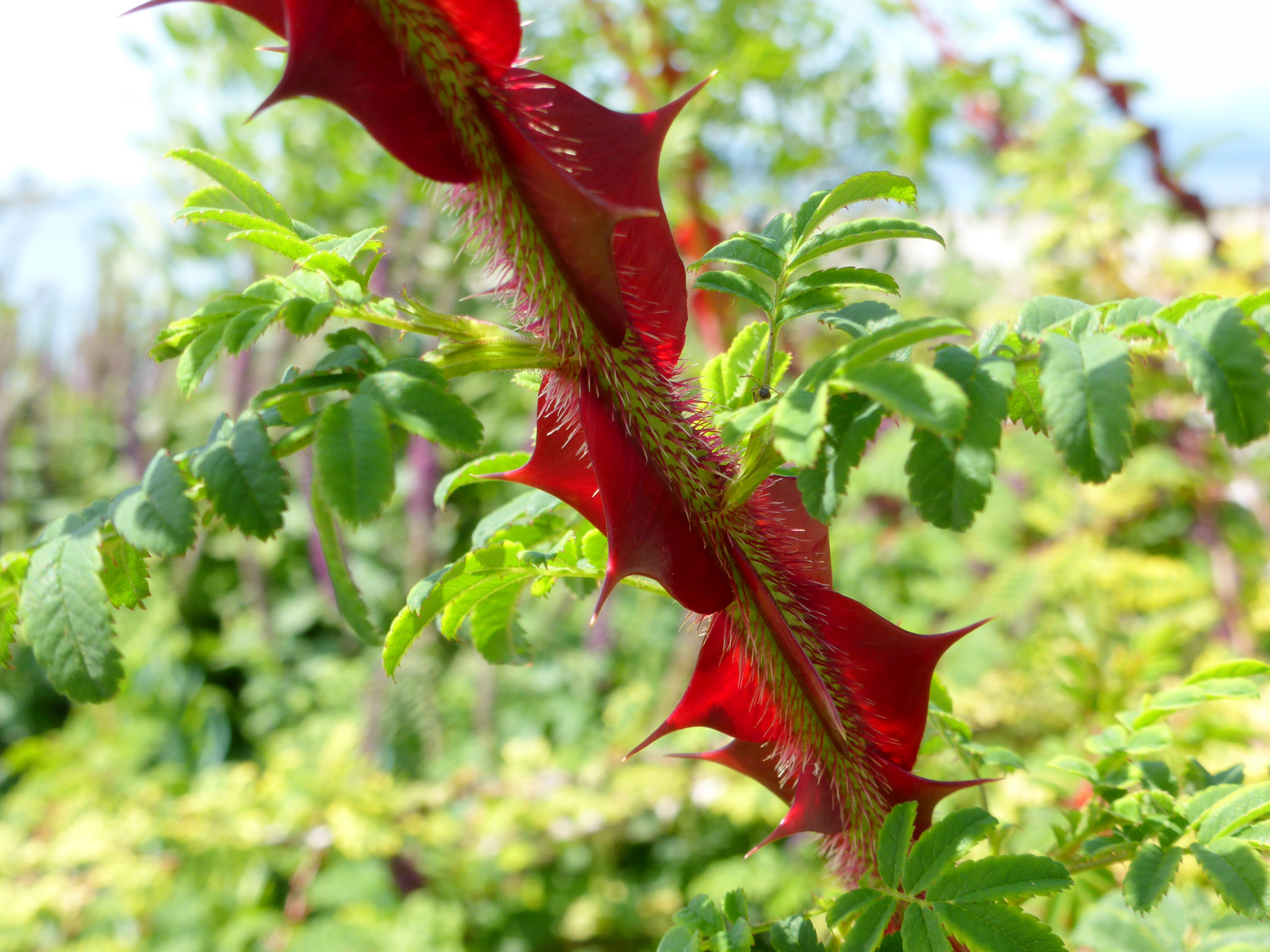
Aiguillons ailés de Rosa omeiensis f. pteracantha.
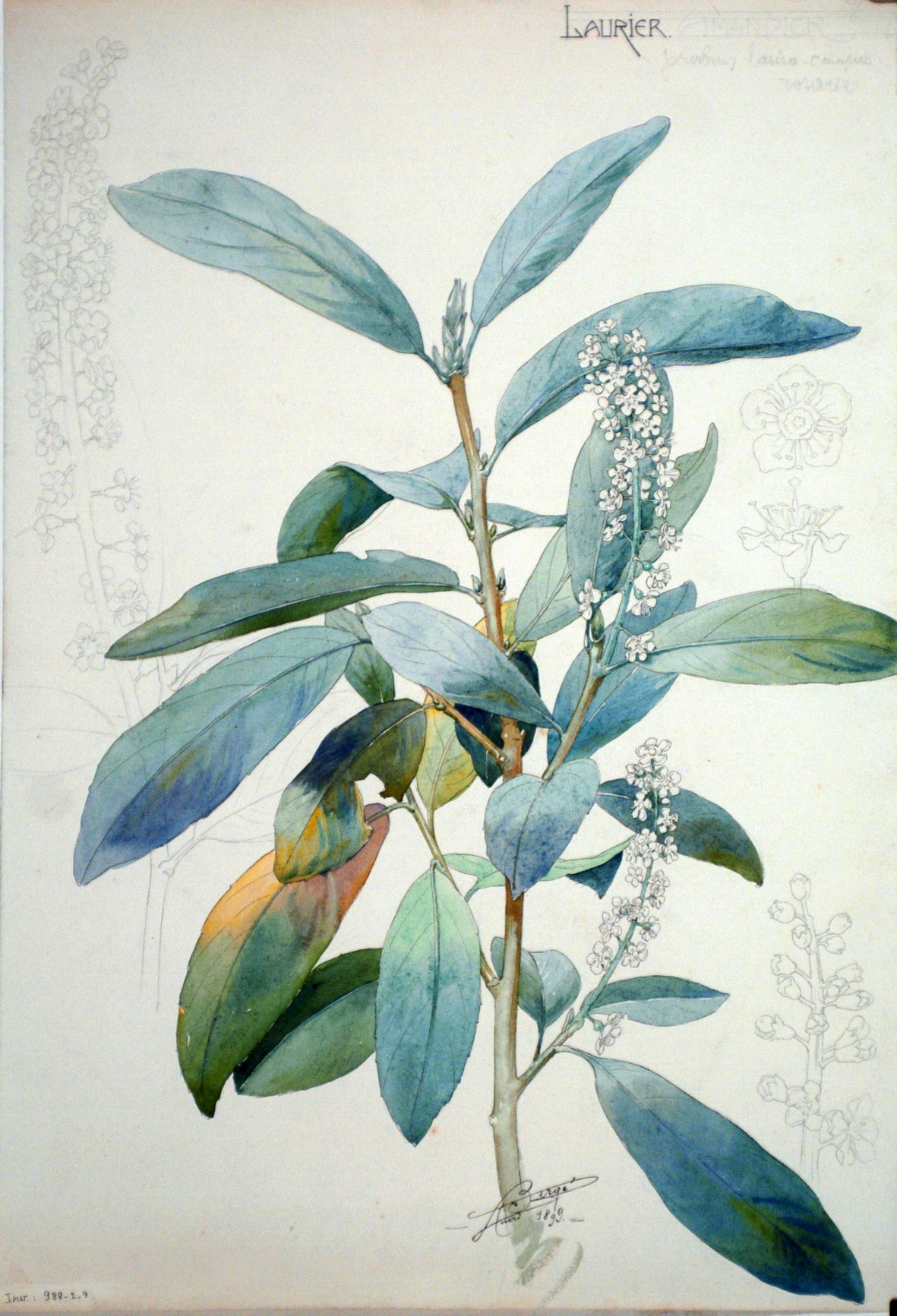
Feuilles et fleurs du laurier-amande, 1899, Henri Bergé, musée de l'École de Nancy.
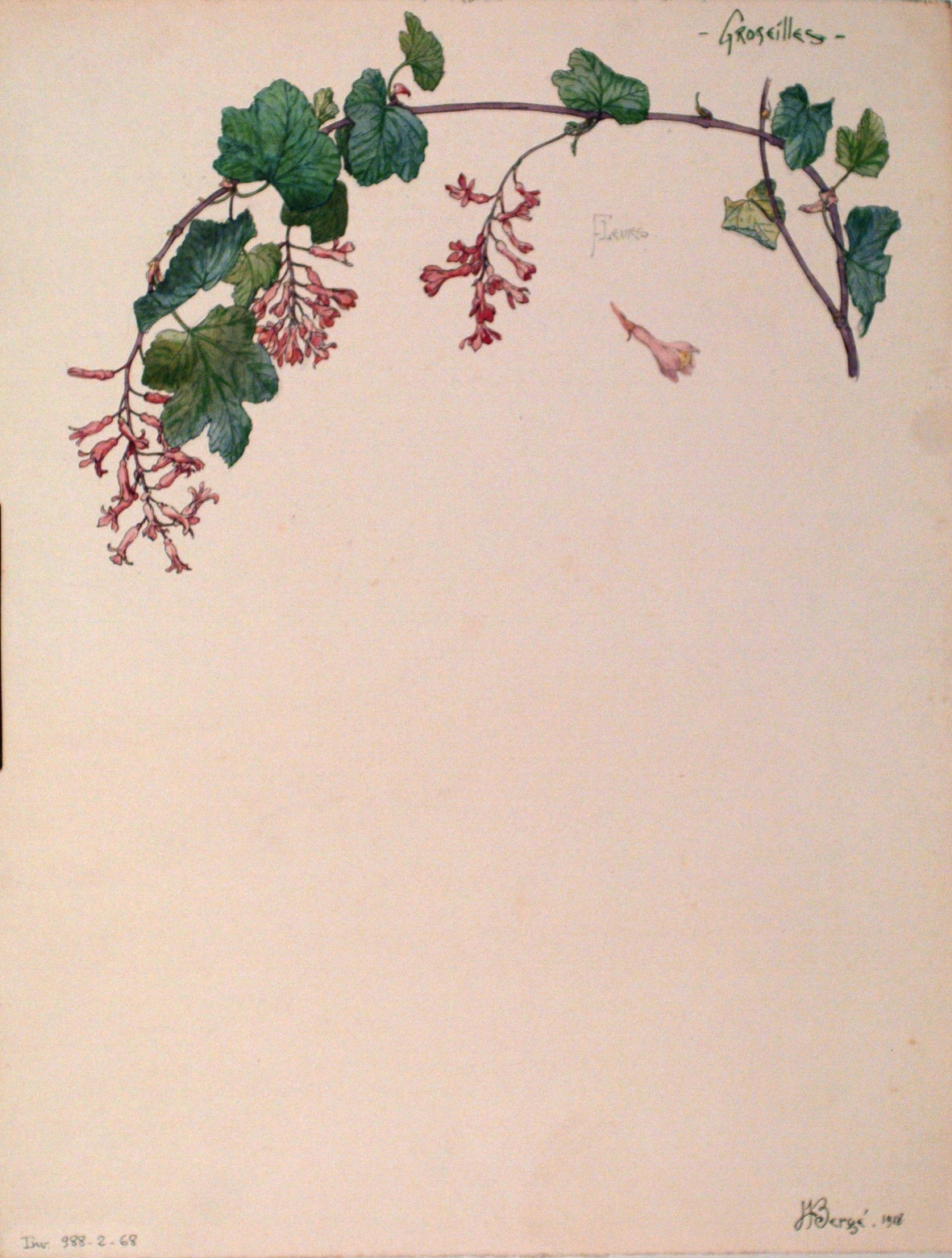
Fleurs de groseillier, 1918, Henri Bergé, musée de l'École de Nancy
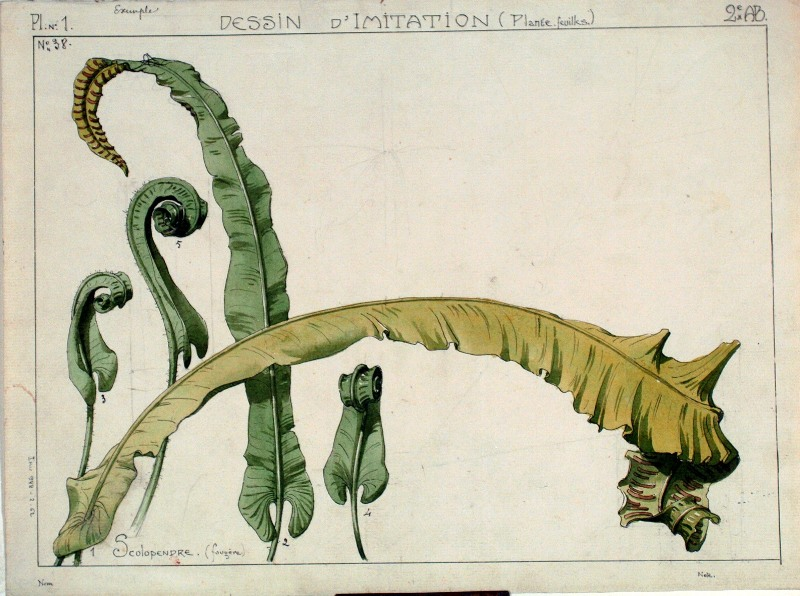
Fougère scolopendre, début du XXe siècle, Henri Bergé, musée de l'École de Nancy.

## Typologie
Les plantes ornementales peuvent appartenir à différentes catégories selon l'effet recherché et l'emplacement dans lequel on désire les faire pousser.
Il peut s'agir de plantes herbacées, annuelles, bisannuelles ou vivaces, de plantes ligneuses, arbres, arbustes arbrisseaux, de plantes grimpantes ou à feuillage retombant (saule pleureur par ex). Elles peuvent être cultivées en pleine terre, en serre ou jardin d'hiver, ou en pots. Dans tous les cas, c'est l'agrément des jardiniers et des visiteurs qui est recherché.
Certains plantes ornementales sont à la fois cultivées dans un but paysager et pour la fleur coupée ou le feuillage coupé.
Certaines plantes ne deviennent ornementales que séchées ou sous l'effet d'une action particulière du jardinier.
C'est le cas par exemple des arbustes cultivés pour l'art topiaire qui perdraient leur caractère ornemental en l'absence de tailles régulières.
Il en est de même des graminées à gazon qui doivent être tondues fréquemment.
Les plantes et les arbres d'ornement se distinguent des plantes destinées à une production économique, qui sont l'objet de l'agriculture ou de la sylviculture. Cela n'empêche pas toutefois qu'une espèce particulière puisse être à la fois l'objet d'une culture économique et appréciée dans un jardin pour ses qualités ornementales. Ainsi, la lavande est typiquement une plante ornementale dans les jardins, mais peut aussi être cultivée pour la production d'huile essentielle de lavande.